# Stor-Klockarträsket
Stor-Klockarträsket är en sjö i Piteå kommun i Norrbotten och ingår i Lillpiteälvens huvudavrinningsområde. Sjön har en area på 1,45 kvadratkilometer och ligger 140 meter över havet.

## Delavrinningsområde
Stor-Klockarträsket ingår i det delavrinningsområde (727598-173363) som SMHI kallar för Utloppet av Stor-Klockarträsket. Medelhöjden är 162 meter över havet och ytan är 7,62 kvadratkilometer. Räknas de 40 avrinningsområdena uppströms in blir den ackumulerade arean 341,83 kvadratkilometer. Avrinningsområdets utflöde Lillpiteälven mynnar i havet. Avrinningsområdet består mestadels av skog (79 procent). Avrinningsområdet har 1,45 kvadratkilometer vattenytor vilket ger det en sjöprocent på 19 procent.